# Кирпичний (Смоленський район)
Кирпи́чний (рос. Кирпичный) — селище у складі Смоленського району Алтайського краю, Росія. Входить до складу Верх-Обської сільської ради.

## Населення
Населення — 72 особи (2010; 84 у 2002).
Національний склад (станом на 2002 рік):
- росіяни — 93 %